# J&T Banka Prague Open 2017
J&T Banka Prague Open 2017 byl tenisový turnaj pořádaný jako součást ženského okruhu WTA Tour, který se odehrával na otevřených antukových dvorcích areálu TK Sparta Praha. Probíhal mezi 1. až 6. květnem 2017 v české metropoli Praze jako osmý ročník turnaje.
Rozpočet turnaje byl proti předchozímu ročníku snížen z 500 na 250 000 dolarů, když došlo ke zrušení půlmilionových dotací. Událost se řadila do kategorie WTA International Tournaments. Nejvýše nasazenou hráčkou ve dvouhře se stala světová trojka Karolína Plíšková z České republiky, která v úvodním kole podlehla Italce Camile Giorgiové.
Roli turnajové dvojky plnila bývalá světová jednička Caroline Wozniacká z Dánska. Divokou kartu obdržela i další bývalá první hráčka světa Jelena Jankovićová ze Srbska, jíž v prvním fázi vyřadila Kristýna Plíšková. Jako poslední přímá účastnice nastoupila řecká 84. hráčka v pořadí WTA Maria Sakkariová.  Nejníže postavenou startující, jež mohla nastoupit do kvalifikačního turnaje hraného mezi 29. dubnem až 1. květnem se stala 201. žena klasifikace Veronika Kuděrmetovová z Ruska.
Čtvrtý singlový titul kariéry si odvezla Němka Mona Barthelová, která již v kvalifikaci dokázala odvrátit tři mečboly. Poražená finalistka Kristýna Plíšková si zahrála debutové finále dvouhry na antuce a po turnaji se poprvé posunula do elitní světové padesátky na 48. pozici.  Čtvrtou společnou trofej ze čtyřhry na okruhu WTA Tour vybojoval německo-český pár Anna-Lena Grönefeldová a Květa Peschkeová, která hrála na pražském turnaji okruhu poprvé po 19 letech.

## Distribuce bodů a finančních odměn

### Distribuce bodů
| Soutěž  | vítězky | finalistky | semifinalistky | čtvrtfinalistky | 16 v kole | 32 v kole | Q  | Q3 | Q2 | Q1 |
| ------- | ------- | ---------- | -------------- | --------------- | --------- | --------- | -- | -- | -- | -- |
| dvouhra | 280     | 180        | 110            | 60              | 30        | 1         | 18 | 14 | 10 | 1  |
| čtyřhra | 280     | 180        | 110            | 60              | 1         | —         | —  | —  | —  | —  |

### Finanční odměny
| Soutěž                                | vítězky | finalistky | semifinalistky | čtvrtfinalistky | 16 v kole | 32 v kole | Q3     | Q2   | Q1   |
| ------------------------------------- | ------- | ---------- | -------------- | --------------- | --------- | --------- | ------ | ---- | ---- |
| dvouhra                               | $43 000 | $21 400    | $11 300        | $5 900          | $3 310    | $1 925    | $1 005 | $730 | $530 |
| čtyřhra                               | $12 300 | $6 400     | $3 435         | $1 820          | $960      | —         | —      | —    | —    |
| částky ve čtyřhře jsou uváděny na pár |         |            |                |                 |           |           |        |      |      |

## Ženská dvouhra

### Nasazení
| Stát                          | Hráčka             | WTA | Nasazení |
| ----------------------------- | ------------------ | --- | -------- |
| Česko                         | Karolína Plíšková  | 3.  | 1.       |
| Dánsko                        | Caroline Wozniacká | 11. | 2.       |
| Česko                         | Barbora Strýcová   | 17. | 3.       |
| Austrálie                     | Samantha Stosurová | 18. | 4.       |
| Česko                         | Lucie Šafářová     | 28. | 5.       |
| Čína                          | Čang Šuaj          | 32. | 6.       |
| Chorvatsko                    | Ana Konjuhová      | 34. | 7.       |
| Česko                         | Kateřina Siniaková | 38. | 8.       |
| Žebříček WTA k 24. dubnu 2017 |                    |     |          |

### Jiné formy účasti
Následující hráčky obdržely divokou kartu do hlavní soutěže:
- Jelena Jankovićová
- Kristína Kučová
- Markéta Vondroušová

Následující hráčky postoupily z kvalifikace:
- Mona Barthelová
- Beatriz Haddad Maiová
- Lucie Hradecká
- Natalja Vichljancevová

### Odstoupení
před zahájením turnaje
- Mandy Minellaová  → nahradila ji  Camila Giorgiová
- Naomi Ósakaová  → nahradila ji  Jevgenija Rodinová
- Louisa Chiricová  → nahradila ji  Danka Kovinićová

## Ženská čtyřhra

### Nasazení
| Stát                                                                      | Hráčka                 | Stát     | Hráčka             | WTA | Nasazení |
| ------------------------------------------------------------------------- | ---------------------- | -------- | ------------------ | --- | -------- |
| Česko                                                                     | Lucie Hradecká         | Česko    | Kateřina Siniaková | 32. | 1.       |
| Čínská Tchaj-pej                                                          | Čan Chao-čching        | Lotyšsko | Jeļena Ostapenková | 64. | 2.       |
| Německo                                                                   | Anna-Lena Grönefeldová | Česko    | Květa Peschkeová   | 69. | 3.       |
| USA                                                                       | Raquel Atawová         | Česko    | Renata Voráčová    | 76. | 4.       |
| Žebříček WTA k 24. dubnu 2017; číslo je součtem umístění obou členek páru |                        |          |                    |     |          |

### Jiné formy účasti
Následující páry obdržely divokou kartu do hlavní soutěže:
- Tereza Mihalíková /  Chantal Škamlová
- Tereza Smitková /  Anastasia Zarycká

## Přehled finále

### Ženská dvouhra
- Mona Barthelová vs.  Kristýna Plíšková, 2–6, 7–5, 6–2

### Ženská čtyřhra
- Anna-Lena Grönefeldová /  Květa Peschkeová vs.  Lucie Hradecká /  Kateřina Siniaková,  6–4, 7–6(7–3)